# Gaziantep (stad)
Gaziantep, voorheen en informeel Antep, is een stad in het zuidoosten van Turkije in zuidoostelijk Anatolië en is de hoofdstad van de gelijknamige provincie Gaziantep. De stad ligt ten oosten van Adana en ten noordoosten van Iskenderun (voorheen Alexandrette), niet ver van de Eufraat en de grens met Syrië. De afstand tot de Middellandse Zee is ongeveer 120 kilometer. De stad heeft twee stedelijke districten binnen zijn gemeentegrenzen, namelijk Şahinbey en Şehitkamil. In 2000 had de stad 853.513 inwoners, dat inmiddels naar 1.835.508 is gestegen, waarmee Gaziantep de op vijf na grootste stad van Turkije is.

## Herkomst van de naam
De naam Gaziantep is opgebouwd uit twee delen: Gazi, dat 'strijder' betekent, en Antep, dat is afgeleid van het Arabische ayin tayyib, dat 'goede bron' betekent. In de samenstelling betekent de naam 'onverwoestbare bron'. Het voorvoegsel Gazi is pas in 1920 aan de naam toegevoegd, het jaar van de onafhankelijkheidsoorlog van Turkije, vandaar dat velen de stad nog kortweg Antep noemen. Andere namen voor de stad zijn Ayintap (Turks) of Aintap (Arabisch).

## Geschiedenis
Gaziantep is een van de oudste steden van Hittitische oorsprong. De stad maakte onder meer deel uit van het Koninkrijk Armenië, het Hittietenrijk, het Perzische Rijk, het Romeinse Rijk, het Byzantijnse Rijk en het Ottomaanse Rijk.

### Middeleeuwse periode

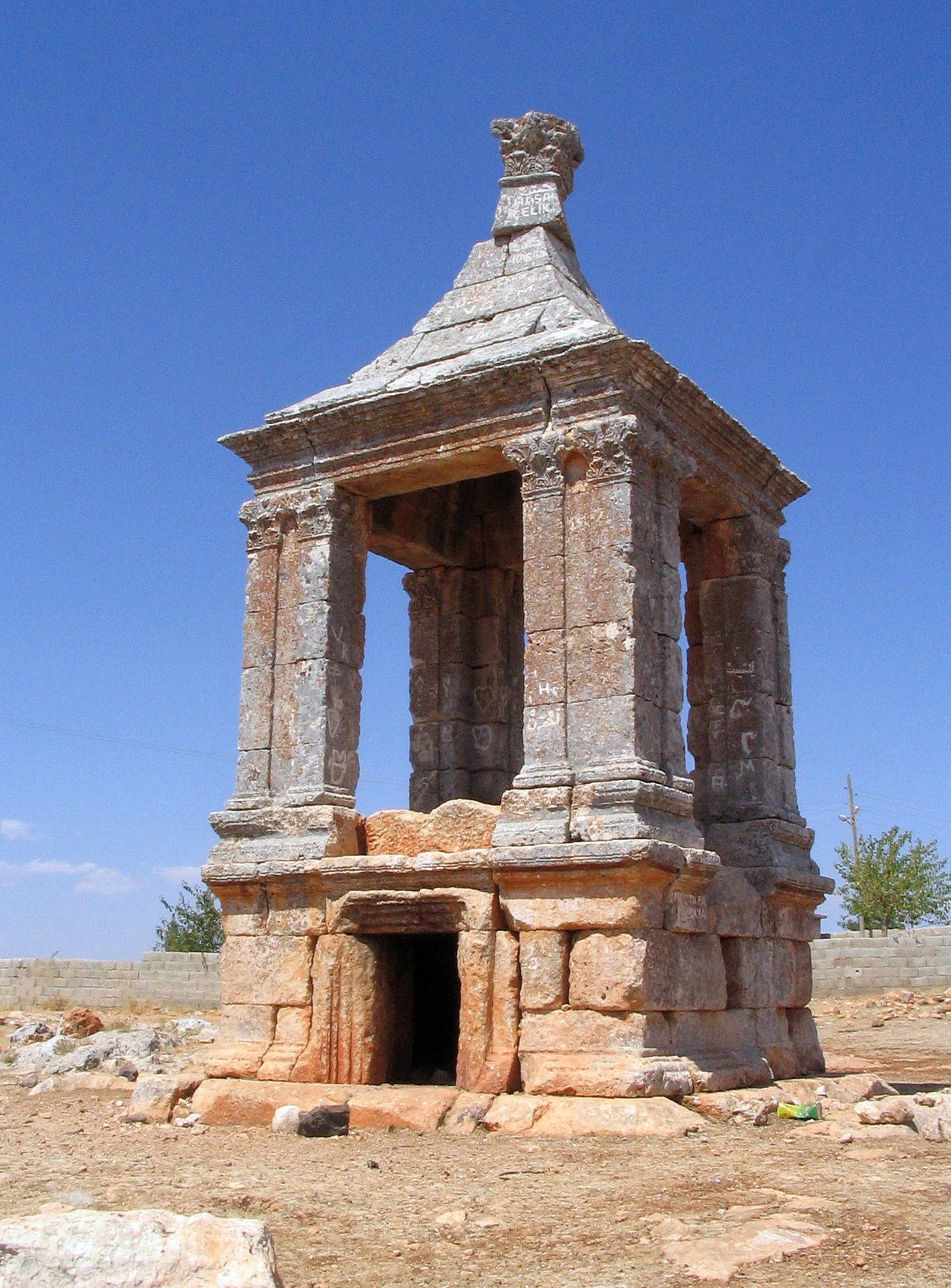
Romeins monumentaal graf in Hisar

Na de verovering van de Levant door de moslims, kwam de stad in 661 onder het bestuur van de Omajjaden en in 750 naar de Abbasiden. Het werd meerdere malen in de Byzantijns-Arabische oorlogen verwoest. Na het uiteenvallen van het Kalifaat van de Abbasiden werd de stad achtereenvolgens geregeerd door de Toeloeniden, de Iksjididen en de Hamdaniden. In 962 werd het door de Byzantijnen heroverd.
De Anatolische Seljuks namen Aintab over in 1067. Zij gaven in 1086 plaats voor de Syrische Seljuks, waarna Thoros van Edessa als gouverneur van de regio werd benoemd door Tutush I.
In 1150 ging de stad terug naar het Seljuk Sultanaat van Rûm, waarna het veroverd werd door het Armeense Koninkrijk Cilicië tussen 1155-1157 en 1204-1206. Het werd door het Seltsjoekse Sultanaat van Rûm in 1218 heroverd. Daarna is de stad geregeerd door de Ilkhanaat tussen 1260 en 1317 met enkele onderbrekingen en door de Mammelukken tussen 1261 en 1516 ook met enkele onderbrekingen.

### Ottomaanse periode
Na de Slag van Marj Dabiq in 1516 kwam Gaziantep onder de bewind van Sultan Selim I in het Ottomaanse Rijk. In de Ottomaanse periode was Aintab een sandjak die oorspronkelijk lag in de Dulkadir Eyalet (1516-1818), maar kwam later als kaza en vervolgens als sandjak onder de administratie van de Aleppo vilayet (1818-1918). De stad groeide in deze periode uit tot een belangrijk handelscentrum door de ligging van de handelsroutes.
Aan het eind van de 19e eeuw had Aintab een bevolking van ongeveer 45.000, waarvan ⅔ moslim was, die grotendeels Turks, maar ook Arabisch en Koerdisch was. Van de christenen was er een grote Armeense gemeenschap. In de 19e eeuw was er een aanzienlijke Amerikaanse protestantse christelijke missionaire activiteit in Aintab. In 1874 is het Centraal-Turkije College opgericht door de American Board of Commissioners for Foreign Missions en heeft de Armeense gemeenschap grotendeels gediend. In 1916 is het Centraal-Turkije College naar Aleppo overgebracht.

## Economie

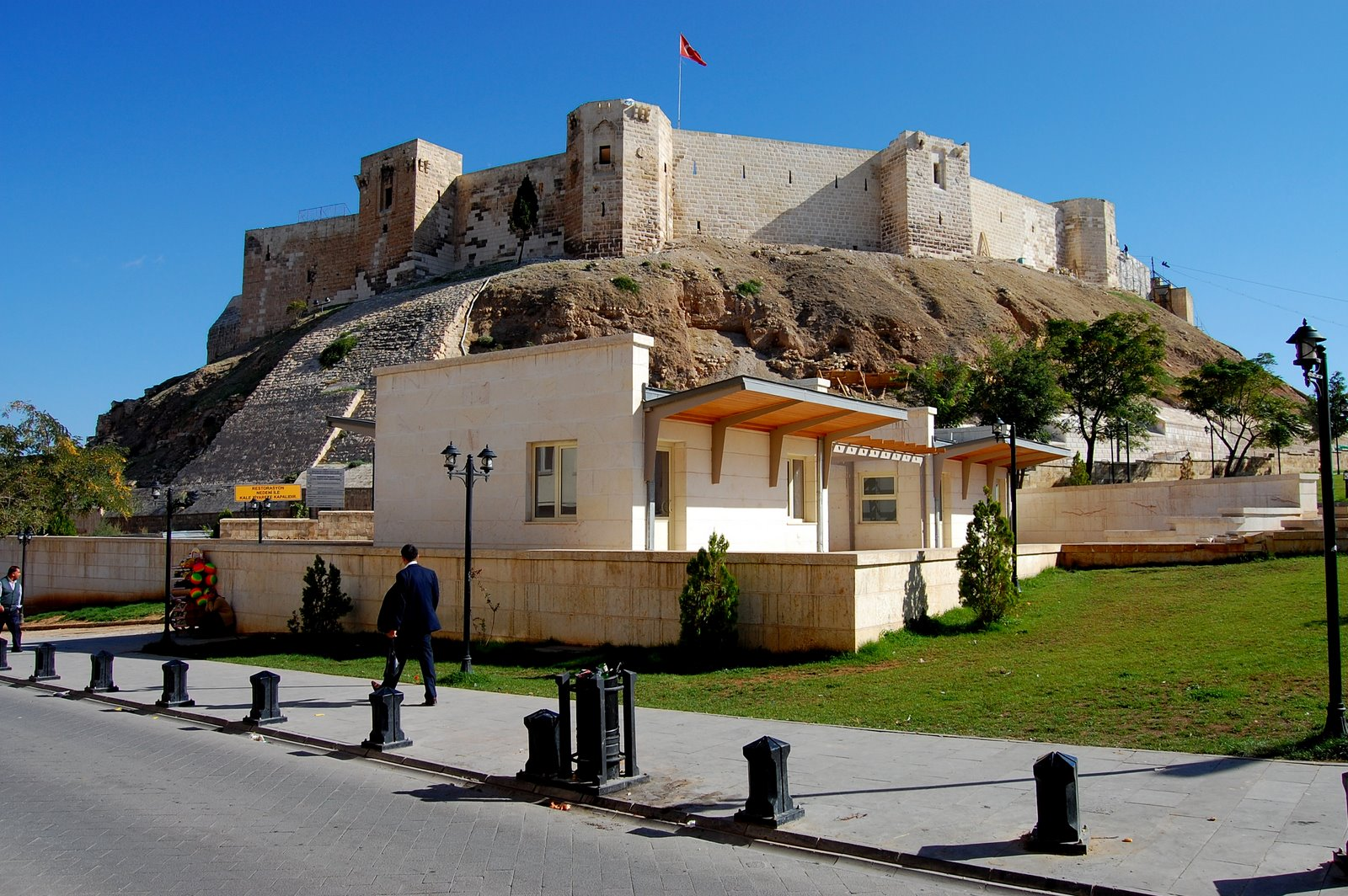
Het fort van Gaziantep

Gaziantep is een economisch centrum voor Zuidoost- en Oost-Turkije. Vier procent van alle grote industriële bedrijven zijn gevestigd in Gaziantep. Daarnaast heeft de stad ook het grootste georganiseerde industriële gebied in Turkije en heeft het de eerste positie in export en import.
De stad heeft de afgelopen jaren een aanmerkelijke bevolkingsgroei gekend. De agrarische sector heeft daarbij een grote rol gespeeld. In Gaziantep worden veel pistachenootjes (antep fıstığı) en andere soorten noten gecultiveerd, die onder meer naar Nederland worden geëxporteerd. Gaziantep is een van de grootste producenten van pistachenoten in het land, terwijl Turkije wereldwijd na Iran en de Verenigde Staten de derde pistacheproducent is. Ook zijn er veel olijfboomgaarden en wijngaarden rond de stad en is de textielproductie er zeer groot. Gaziantep is ook de grootste stad waar de paprikapuree gemaakt wordt die in Turkije salca wordt genoemd en de kruiden die toz biber worden genoemd.
Gaziantep is het centrum van pistachie-teelt in Turkije met een productie van 60.000 ton. De Turkse naam van pistache is dan ook ontleed van Gaziantep als, Antep fıstığı, wat letterlijk "Antep noot" betekent.

## Openbaar vervoer
De stad is goed bereikbaar per stadsbus en tram, ook rijden er grotere bussen vanuit Antep naar Adana, Istanboel, Ankara en andere grote steden. Daarnaast is het ook mogelijk om met de trein van Istanboel naar Antep of andersom te reizen. Sinds mei 2000 is er ook een vliegveld geopend in de naburige stad Oguzeli, Sazgin International Airport.

## Keuken

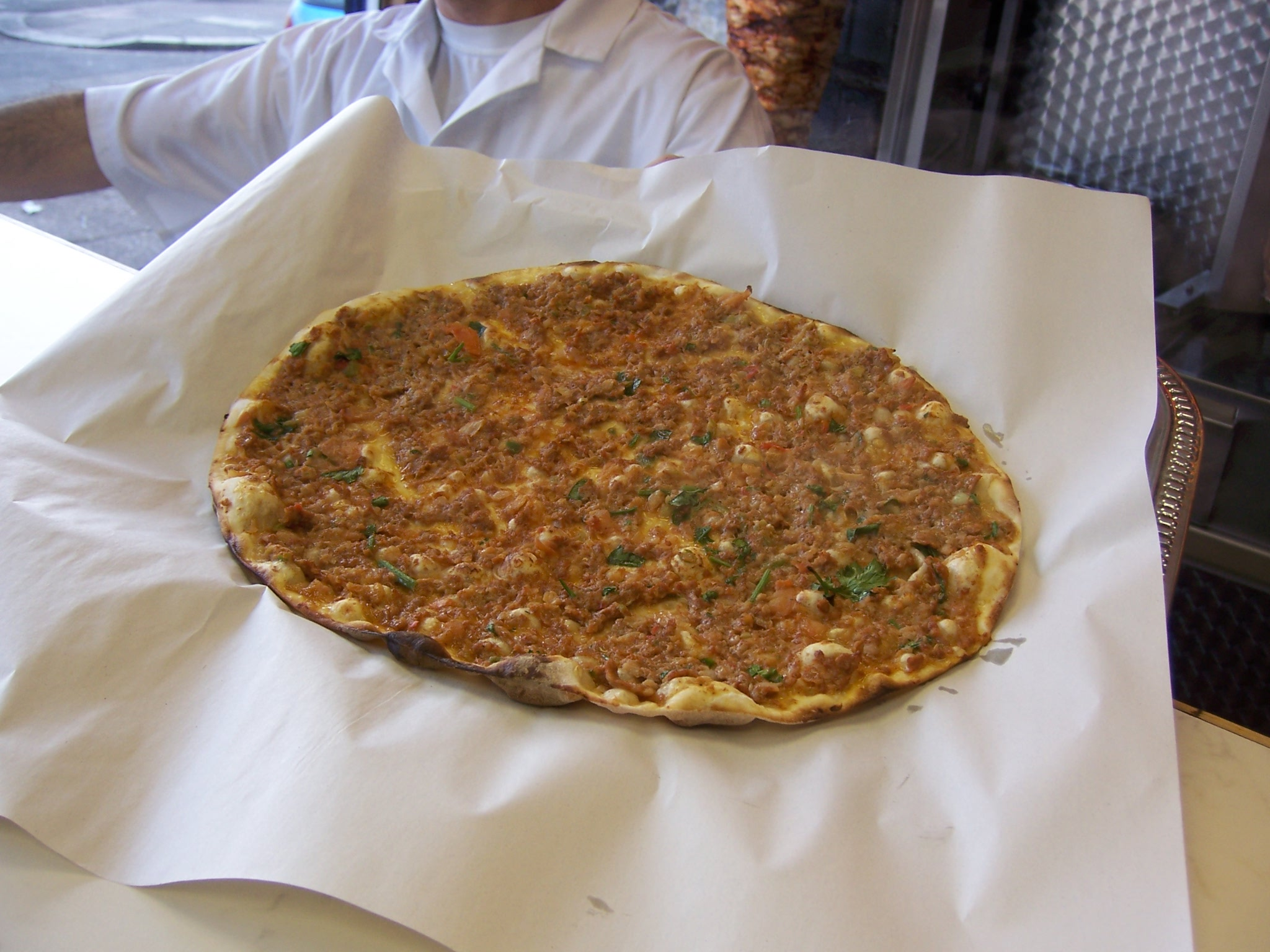
Lahmacun

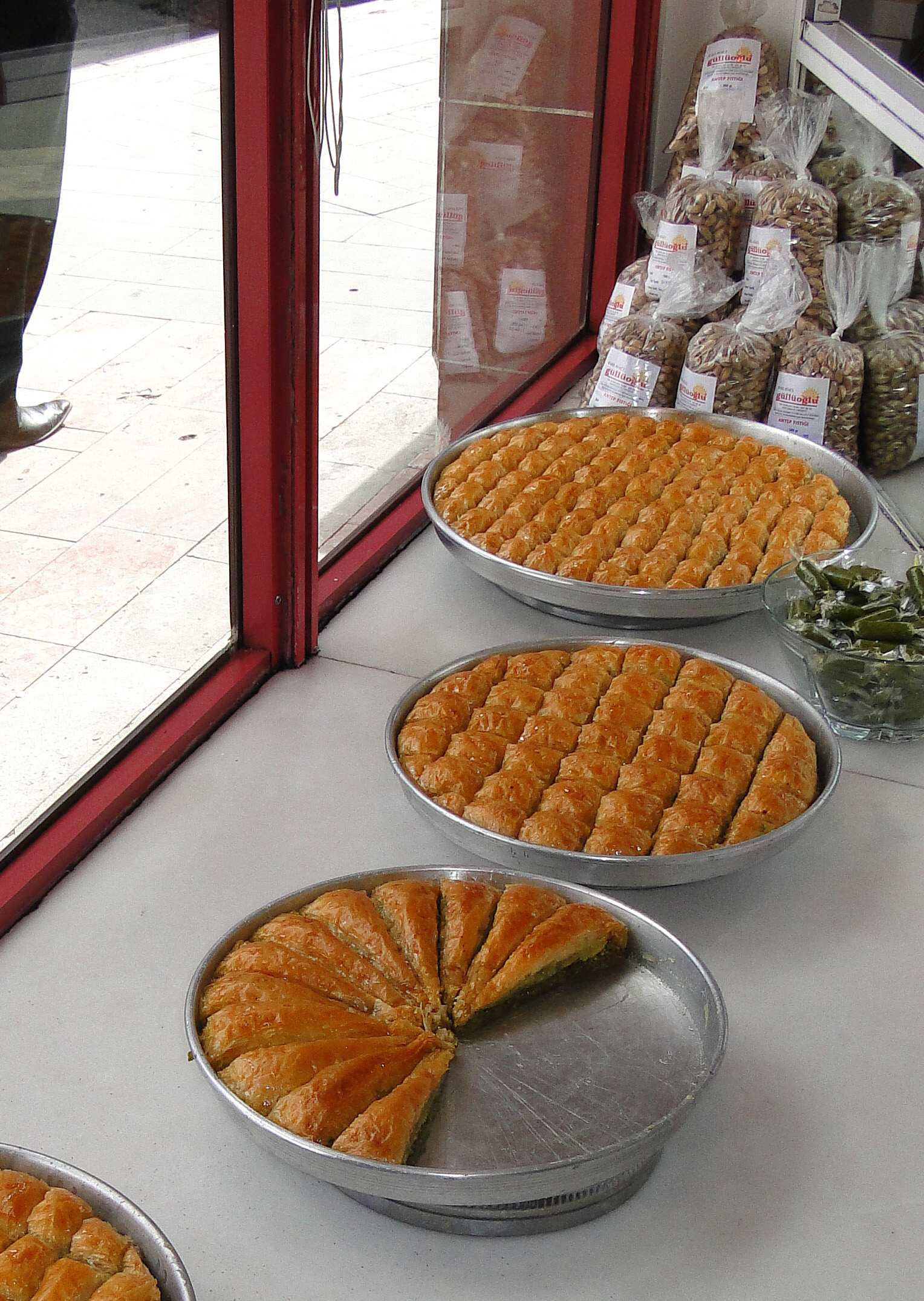
Baklava

Het eten in Gaziantep is anders dan de andere delen van Turkije, vanwege de invloed van de Oğuzen en de culinaire tradities van het nabijgelegen Aleppo, dat een belangrijk regionaal administratief centrum van de Seldjuks en het Ottomaanse rijk was. Het verschil is vooral opvallend in de rijstgerechten, soepen, kebabs, köfte (gehaktballetjes), enz. De gehaktballetjes komen in variëteiten van çiğköfte, içli köfte enz. Het eten van Gaziantep is bekend om zijn pittigheid in vergelijking met andere Turkse gerechten. Veel van de lokale specialiteiten, evenals hartige voedingsmiddelen die met andere regio's van Turkije worden gedeeld, worden bereid met aleppopeper (een soort chilipeper) en paprikapoeder.
De desserts uit deze regio zijn baklava, burmalı, künefe, kadayıf, enz. In 2013 werd baklava het eerste Turkse product met een Europese beschermde oorsprongsbenaming en geografische aanduiding.
Andere gerechten uit de stad zijn:
- Lahmacun (gerecht gemaakt van deeg dat belegd is met een mengsel van pikant gekruid gehakt, ui, verse tomaten, pikante pepers, en peterselie. In Nederland bekend als "Turkse pizza")
- Yuvarlama (warme yoghurtsoep met daarin vlees, kikkererwten en rijstballetjes). Dit gerecht wordt in de hele stad gegeten tijdens Suikerfeest.
- Patlican kebap (aubergines met gehakt)
- Sis kebap (stukjes lamsvlees op een spies)
- Cig Kofte (een oud gerecht dat populair is in de regio, wordt gemaakt van rauw vlees dat wordt gemengd fijngemalen met fijne tarwe, uien, hete rode peper, tomatenpuree)
- Cacik (yoghurt, komkommer en knoflook)
- Dolma (gerecht uit het Ottomaanse Rijk van aubergine met daarin rijst en kruiden)

## Bezienswaardigheden in en rondom Gaziantep
- Archeologisch Museum Gaziantep
- Hasan Süzer Etnografisch museum
- Fort
- Ravanda-citadel

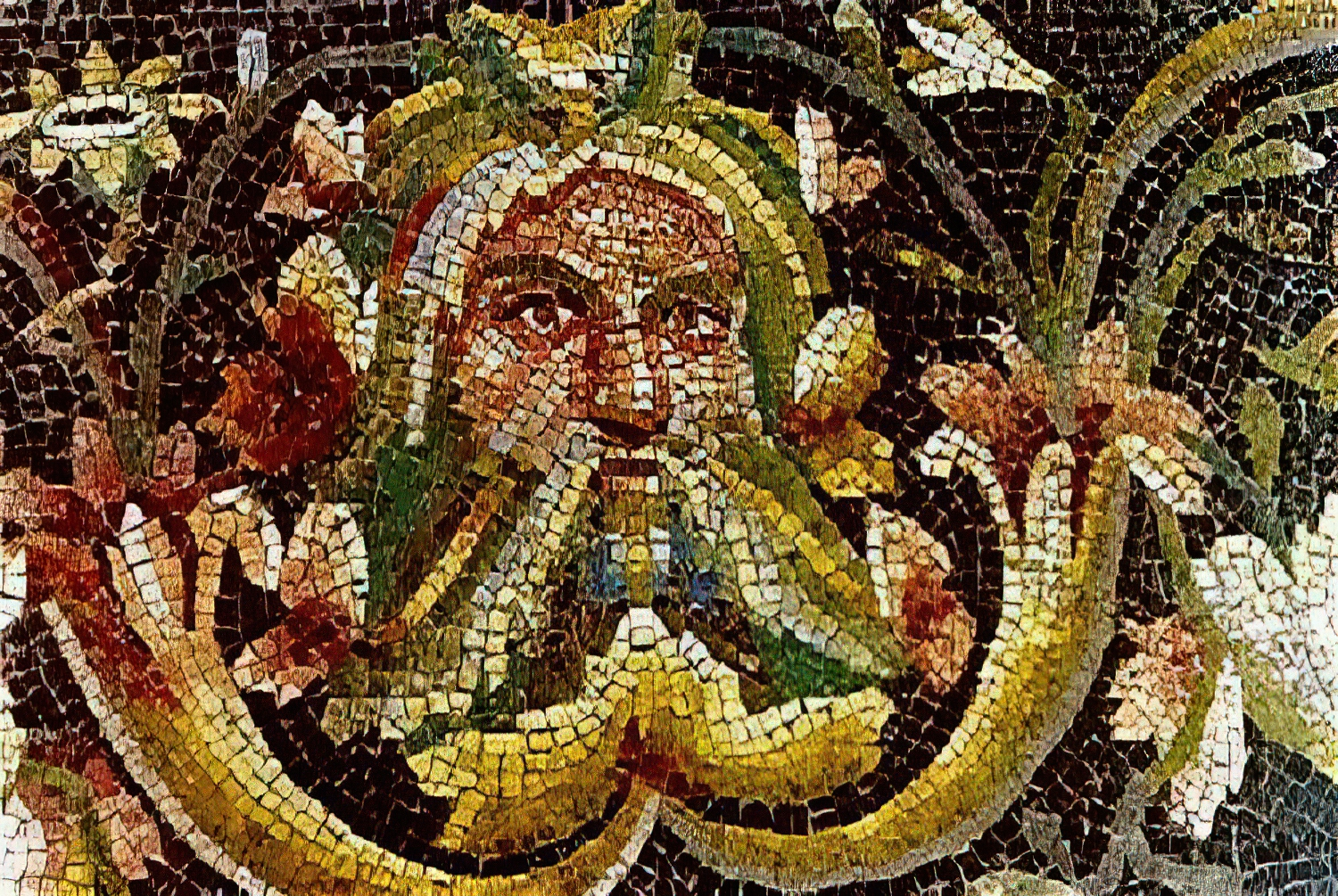
Mozaïek uit de antieke stad Zeugma, tentoongesteld in het Archeologisch Museum Gaziantep

- Sculpturen uit de Hittitische tijd
- Stadsmuren
- Zeugma
- Gaziantep Hayvanat bahcesi (de grote dierentuin van Gaziantep)
- Het grote stadspark dat door de hele stad loopt, tevens een van de grootste parken ter wereld
- Diverse archeologische monumenten
- Kasteel van Gaziantep (vernietigd als gevolg van een aardbeving op 6 februari 2023)
- Oude stadsdelen als Türktepe, Kalealti, Yazicik(wijken rond het kasteel(citadel) van Gaziantep waar de oude bebouwing van de stad bewaard is gebleven.
- Voetbalstadion van Gaziantepspor
- Verschillende grote winkelcentra (Sanko Park, Forum, Primall ect)

## Sport
Gazişehir Gaziantep FK is de betaaldvoetbalclub van de stad en speelt de wedstrijden in het Kalyon Stadyumu.

## Partnersteden
- Florence (Italië)
- Duisburg (Duitsland)

In november 2006 werd door de burgemeesters van Gaziantep en Nijmegen het verdrag getekend dat de stedenband tussen de beide steden bevestigt. In mei 2021 kwam de stedenband tussen Nijmegen en Gaziantep ten einde nadat de Turkse minister Kaya van Familiezaken Nederland is uitgezet nadat ze tot ongewenst vreemdeling is verklaard naar aanleiding van de zogeheten "Turkijerel", een diplomatiek conflict tussen Turkije en Nederland over de campagne die ministers van de regering-Erdogan wilden voeren voor een voorstem in het Turks referendum over grondwetswijzigingen 2017. De gemeente Gaziantep heeft alle borden die verwijzen naar Nijmegen (op de Nijmegen-Boulevard in Gaziantep) laten verwijderen. Burgemeester Bruls vroeg om duidelijkheid over de toekomst van de stedenband; wat betreft het Nijmeegse gemeentebestuur blijft de naam van het Gaziantepplein in Nijmegen ongewijzigd.

## Geboren
- Haim Moussa Douek (1905-1974), (opper)rabbijn
- Mustafa Yücedağ (1966), voetballer
- Kemal Aslan (1981), voetballer